# Saint-Mards-de-Blacarville
Saint-Mards-de-Blacarville is een gemeente in het Franse departement Eure (regio Normandië) en telt 744 inwoners (2005). De plaats maakt deel uit van het arrondissement Bernay.

## Geografie
De oppervlakte van Saint-Mards-de-Blacarville bedraagt 8,7 km², de bevolkingsdichtheid is 85,5 inwoners per km².
De onderstaande kaart toont de ligging van Saint-Mards-de-Blacarville met de belangrijkste infrastructuur en aangrenzende gemeenten.

## Demografie
Onderstaande figuur toont het verloop van het inwonertal (bron: INSEE-tellingen).